# 1600 en arts plastiques
| Années des arts plastiques : 1597 - 1598 - 1599 - 1600 - 1601 - 1602 - 1603    |
| Décennies des arts plastiques : 1570 - 1580 - 1590 - 1600 - 1610 - 1620 - 1630 |

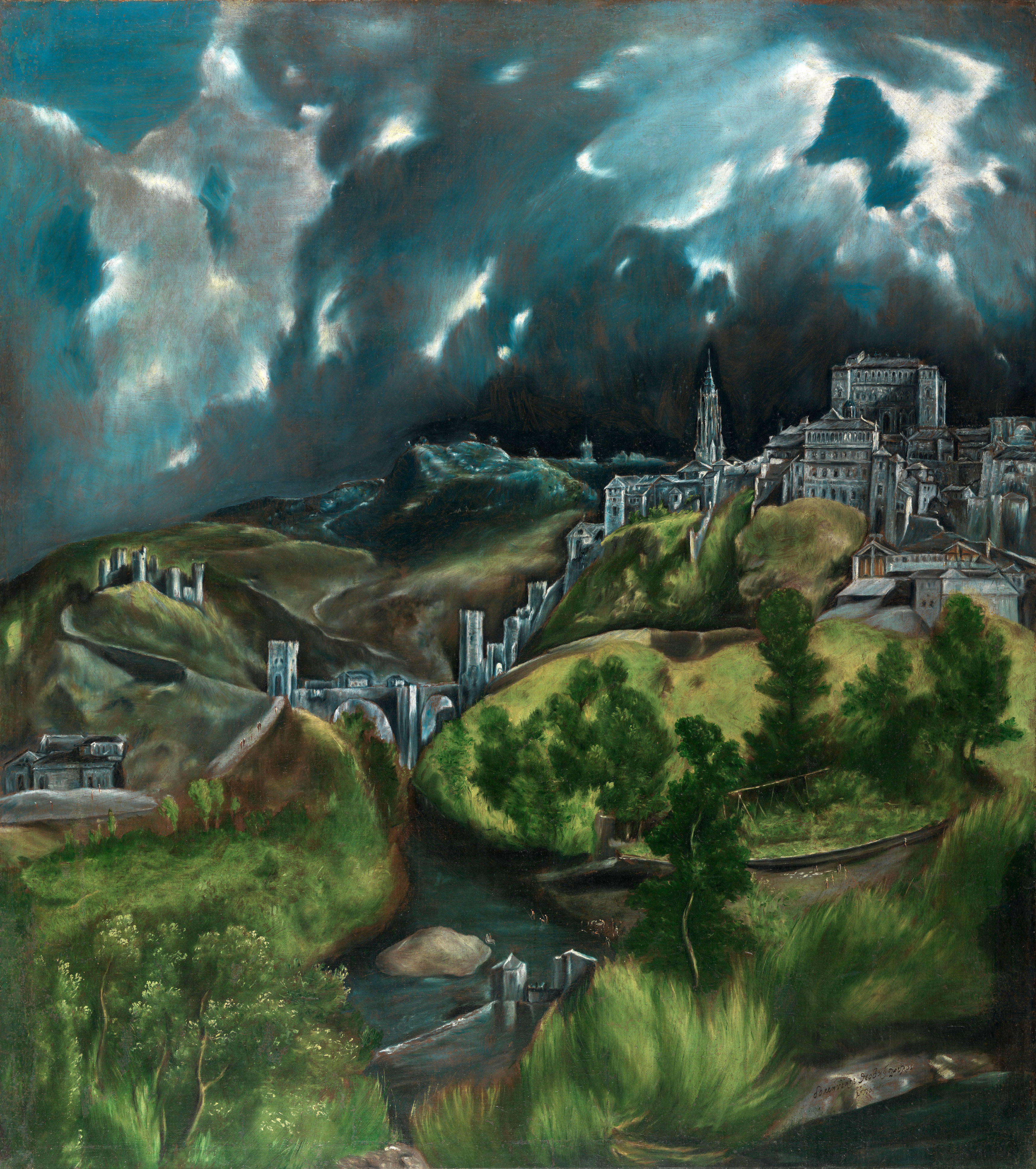
Le Greco - Vue de Tolède (1600).

Cette page concerne l'année 1600 en arts plastiques.

## Œuvres
- Inauguration de La Vocation de saint Matthieu et Le Martyre de saint Matthieu, deux tableaux de Caravage pour la chapelle Contarelli de l'église Saint-Louis-des-Français de Rome.

- Caravage reçoit la commande des tableaux de la chapelle Cerasi (La Conversion de saint Paul et Le Crucifiement de saint Pierre) le 24 septembre 1600.

## Naissances
- ? janvier : Jan Matham, peintre et graveur néerlandais († juillet 1648),
- 1er octobre : Jacques Blanchard, peintre et graveur français († 1638),
- ? :
  - Gioacchino Assereto, peintre baroque italien († 28 juin 1649),
  - Filippo d'Angeli, peintre baroque italien († 1660),
  - Jacopo Baccarini, peintre baroque italien († vers 1682),
  - Antonio Barbalunga, peintre baroque italien († 2 novembre 1649),
  - Jerónimo Jacinto Espinosa, peintre espagnol († 1667),
  - Claude Gellée dit Le Lorrain, peintre français († 23 novembre 1682),
  - John Hayls, peintre baroque anglais († 1679),
  - Jusepe Martínez, peintre  et portraitiste espagnol († 6 janvier 1682),
- Vers 1600 :
  - Guido Ubaldo Abbatini, peintre baroque italien († 1656),
  - Giuseppe Caletti, peintre baroque italien († vers 1660),
  - Gillis Gillisz. de Bergh, peintre néerlandais († 1669),
  - Gerard Soest, peintre néerlandais († 11 février 1681).

## Décès
- ? août : Johan Sadeler, graveur illustrateur flamand (° 1550),
- 17 octobre : Cornelis de Jode, cartographe et graveur flamand (° 1568),
- ? :
  - Gérard Richier, sculpteur sur pierre français (° 1534),
  - Decio Termisani, peintre italien (° 1565),
- Vers 1600 :
- Cristoforo Augusta, peintre italien (° vers 1550),
- Sebastiano Menzocchi, peintre italien de l’école de Forlì (° vers 1535).